# Pachycephala vitiensis
El silbador de Fiyi (Pachycephala vitiensis) es una especie de ave paseriforme de la familia Pachycephalidae endémica de Fiyi. 

## Taxonomía
Anteriormente era considerado conespecífico del silbador dorado (Pachycephala pectoralis). Anteriormente se consideraba conespecífico del silbador de las Santa Cruz (Pachycephala vanikorensis), aunque tres de sus antiguas subespecies (P. v. kandavensis, lauana y vitiensis) se separaron para incorporarlas al silbador de Fiyi en 2014.
En la actualidad se reconocen diez subespecies:
- P. v. kandavensis - Ramsay, 1876: se encuentra en la isla de Kadavu;
- P. v. lauana - Mayr, 1932: localizada en el sur de las islas Lau;
- P. v. vitiensis - Gray, G.R. 1860: presente en la isla Gau;
- P. v. bella - Mayr, 1932: se encuentra en la isla Vatu Vara
- P. v. koroana - Mayr, 1932: ocupa la isla Koro
- P. v. torquata - Layard, EL, 1875: se encuentra en la isla Taveuni;
- P. v. aurantiiventris - Seebohm, 1891: se distribuye en las islas Yanganga y Vanua Levu
- P. v. ambigua - Mayr, 1932: se extiende por el sureste de Vanua Levu, Rabi y Kioa;
- P. v. optata - Hartlaub, 1866: se encuentra en el sureste de Viti Levu y Ovalau;
- P. v. graeffii - Hartlaub, 1866: ocupa las islas Waya y Viti Levu.

Algunas de las subespecies del silbador de Fiyi tienen la garganta amarilla y otras la garganta blanca. Se especula que estos dos grupos son el resultado de dos oleadas de colonización distintas, las de garganta amarilla serían producto de la primera, y las de garganta de la posterior. Las de garganta amarilla se encuentran en la mayoría de las islas del norte y el interior del archipiélago (Vanua Levu, Viti Levu, Taveuni, Ovalau, Kioa, Rabi, Koro and Vatu Vara), mientras que las de garganta blanca se encuentran en las islas del sur (Kadavu, Gau y las islas Lau meridionales).